# 徐彬 (正統進士)
徐彬（1404年—？），字寅白，浙江台州府黃巖縣人，民籍。明朝政治人物。進士出身。

## 生平
順天府鄉試第二十五名。正統十年（1445年）乙丑科會試第一百三十名，殿試登進士第三甲第十三名。

## 家族
曾祖父徐思禮。祖父徐彥安。父亲徐應昌。